# Epipamponeurus
Epipamponeurus is een vliegengeslacht uit de familie van de roofvliegen (Asilidae).

## Soorten
- E. americanus Becker, 1919